# Eliza Tibbets
Eliza Maria Tibbets, född Lovell 5 augusti 1825 i Cincinnati, Ohio, död 14 juli 1898 i Summerland, Kalifornien, var en amerikansk lantbrukare.

## Biografi
Lovell var en av de tidiga amerikanska nybyggarna och grundarna av Riverside i Kalifornien. Hon var aktivist i Washington, D.C. för progressiva sociala frågor, inklusive frigivna slavars rättigheter och allmän rösträtt, innan hon flyttade till västkusten. Hon var spiritist och ledde seanser i Riverside. Hon blev känd för att framgångsrikt ha odlat de två första hybrida Washington-navelapelsinträden i Kalifornien.
Hon var gift tre gånger och hade ett förhållande med Luther C. Tibbets (1820–1902) och bodde med honom i Virginia och flyttade med honom från Washington, D.C., till Kalifornien i början av 1870-talet. De gifte sig där och levde av jordbruk. Hennes framgångar med navelapelsinen bidrog till att odlarna började använda den här sortens apelsinträd och till att citrusindustrin expanderade snabbt och att citrusplantagen i Kalifornien blev ett historiskt kulturlandskap.